# Église Notre-Dame-des-Victoires de Québec
Pour les articles homonymes, voir Église Notre-Dame-des-Victoires.
L'église Notre-Dame-des-Victoires de Québec doit son nom à l'éclatante victoire des Français et des Canadiens de l'époque (Québécois actuels) sur le major-général anglais Phips qui attaqua Québec en 1691 et à une autre victoire sur les Anglais en 1711. C'est la plus vieille église du Québec et du Canada. Située sur la place Royale, dans le Vieux-Québec, elle est construite sur les vestiges de la seconde habitation de Champlain .

## Histoire

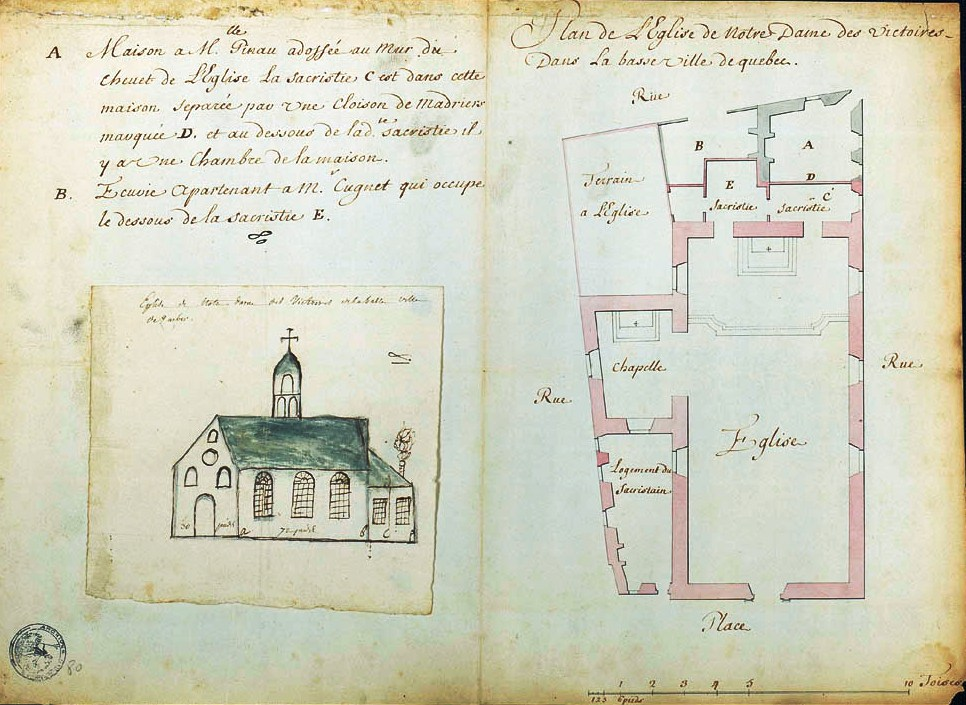
Plan et élévation de l'église.

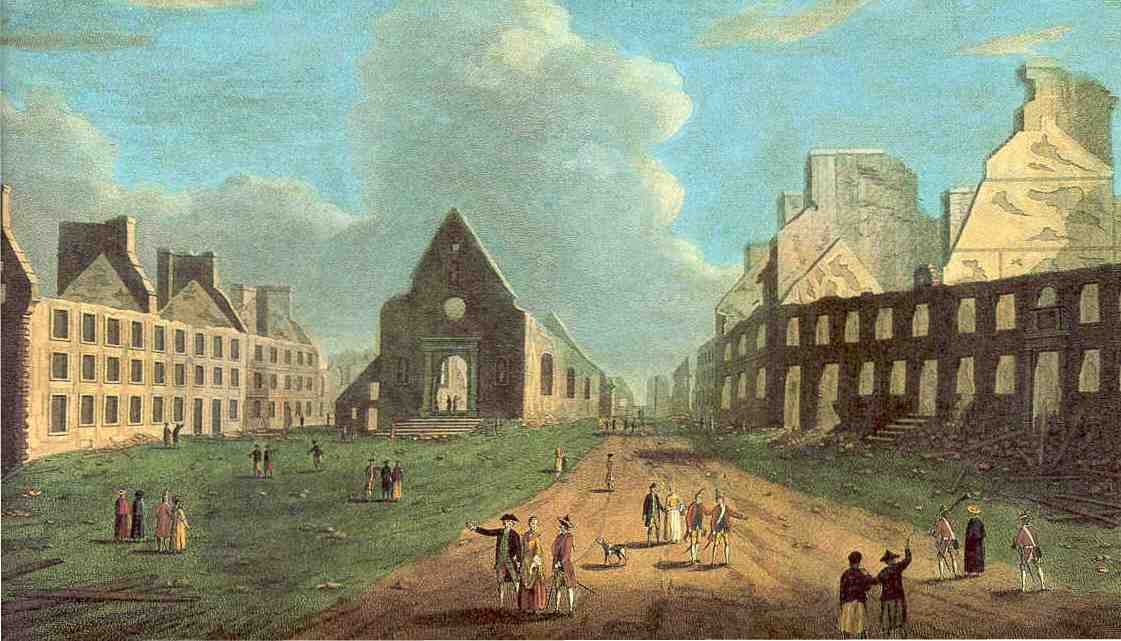
L'église de Notre-Dame-des-Victoires et les ruines de la Basse-Ville à la suite de la prise de Québec en 1759.

Notre-Dame-des-Victoires est le plus ancien bâtiment du Québec et du Canada ayant toujours pignon sur rue en tant qu'édifice unique servant exclusivement d'église.
Sa construction a commencé en 1688 et a été terminée en 1723. À l'origine consacrée à l'Enfant-Jésus, en 1690 elle a reçu le nom de Notre-Dame-de-la-Victoire à la suite de la retraite de l'amiral anglais William Phips. En 1711, elle a été renommée à nouveau, sous le vocable de Notre-Dame-des-Victoires, après la dispersion de la flotte britannique commandée par l'amiral Hovenden Walker.
Le 9 août 1759, l'église a été détruite lors du bombardement britannique de la Basse-Ville qui a précédé la bataille des plaines d'Abraham. François Baillargé, maître charpentier, rétablit la sacristie en 1762 et s'emploie dès l'année suivante à relever l'église de ses ruines. La reconstruction s'échelonne sur plusieurs années pour atteindre son terme en 1766. En 1816, une réfection totale fut confiée à François Baillairgé.
Le 11 juillet 1929, l'église est classée monument historique par la Commission des monuments historiques d'où l'octroi d'un statut prévoyant sa protection. Elle est désignée lieu historique national par le gouvernement du Canada le 1er janvier 1988.  

## Hommages
La rue de Notre-Dame-des-Victoires a été nommée en son honneur, en 1994, dans l'ancienne ville de Sainte-Foy, maintenant présente dans la ville de Québec.

## Galerie

Place Royale
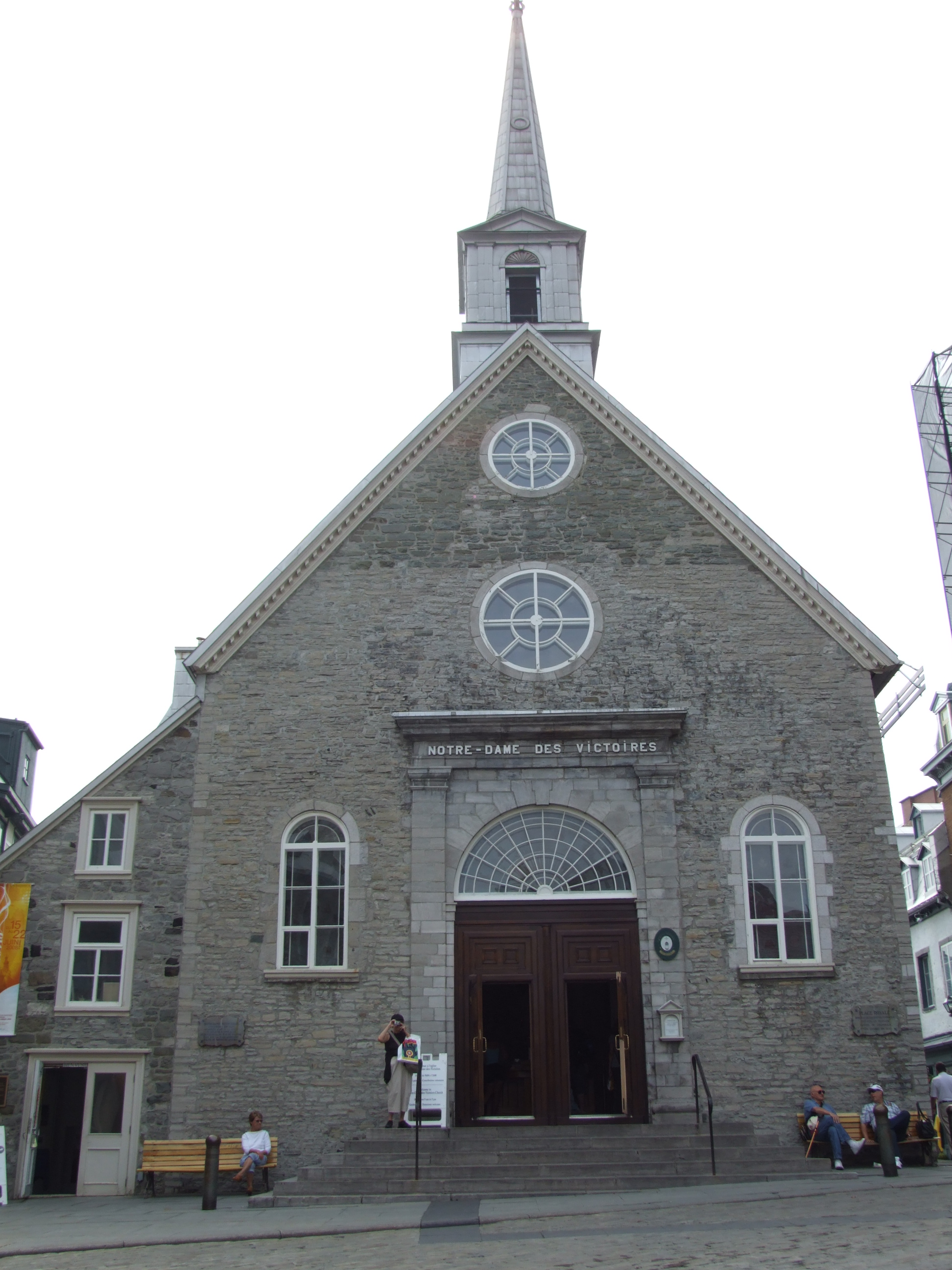
Façade
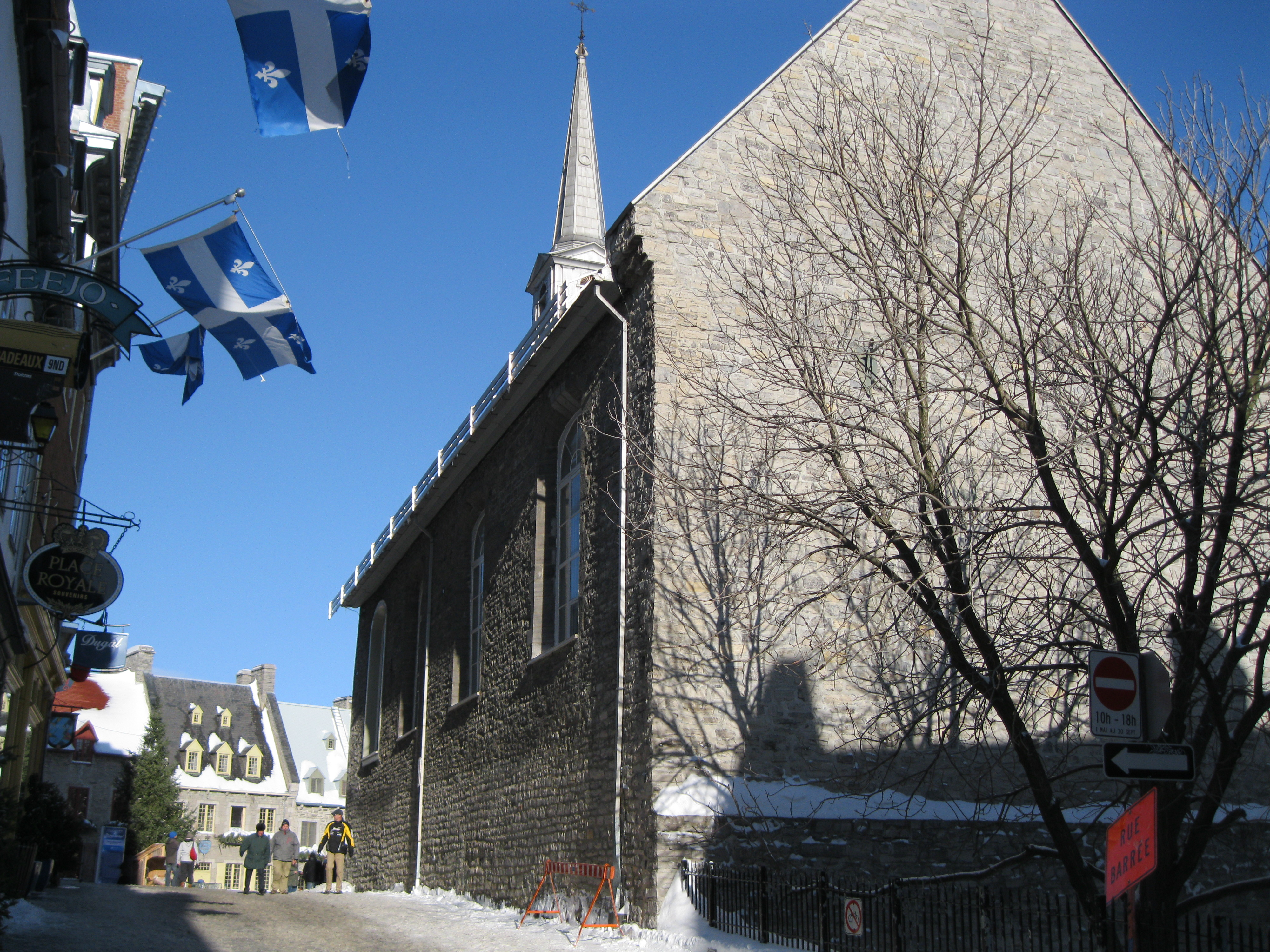
Arrière
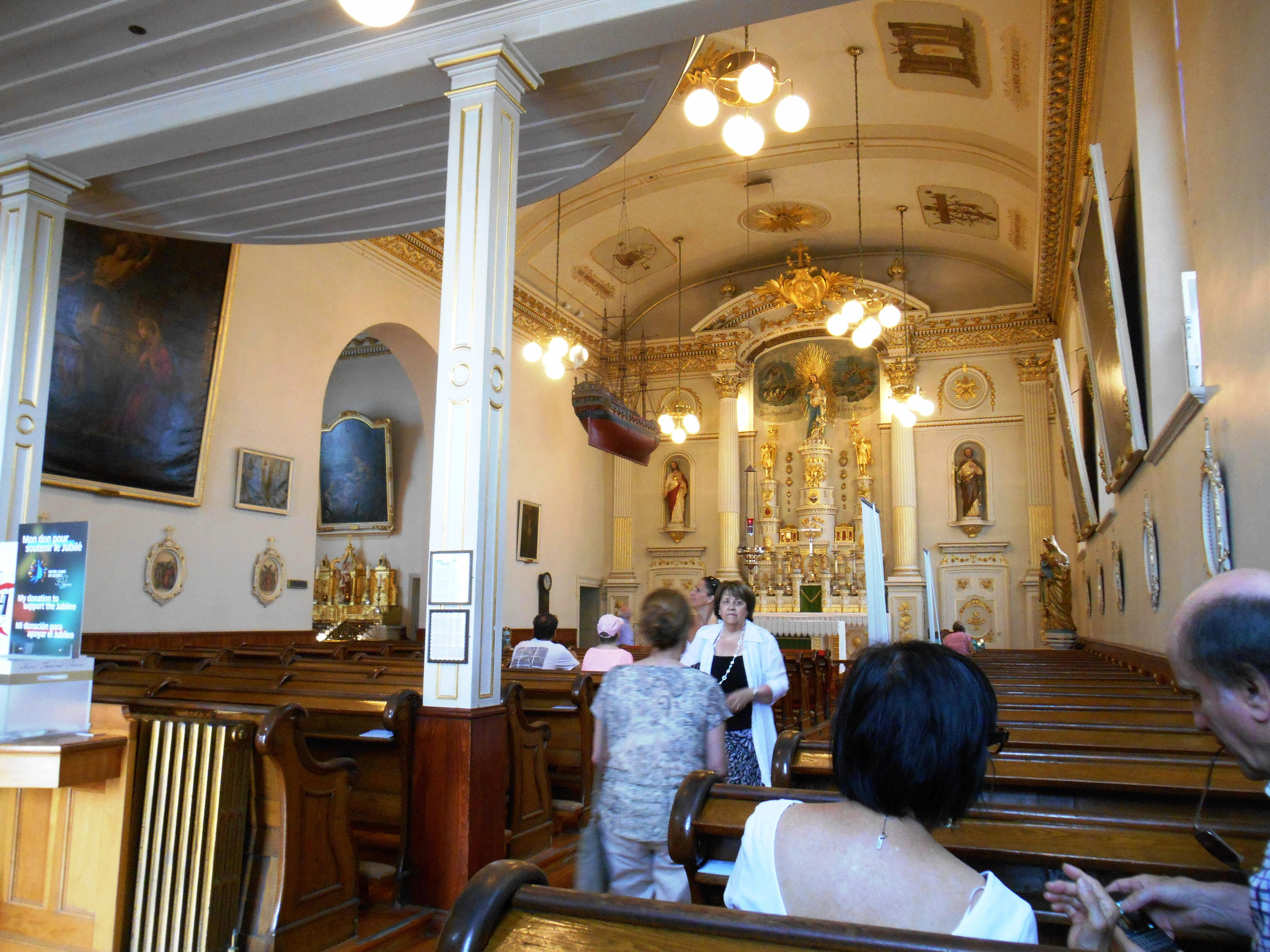
Intérieur
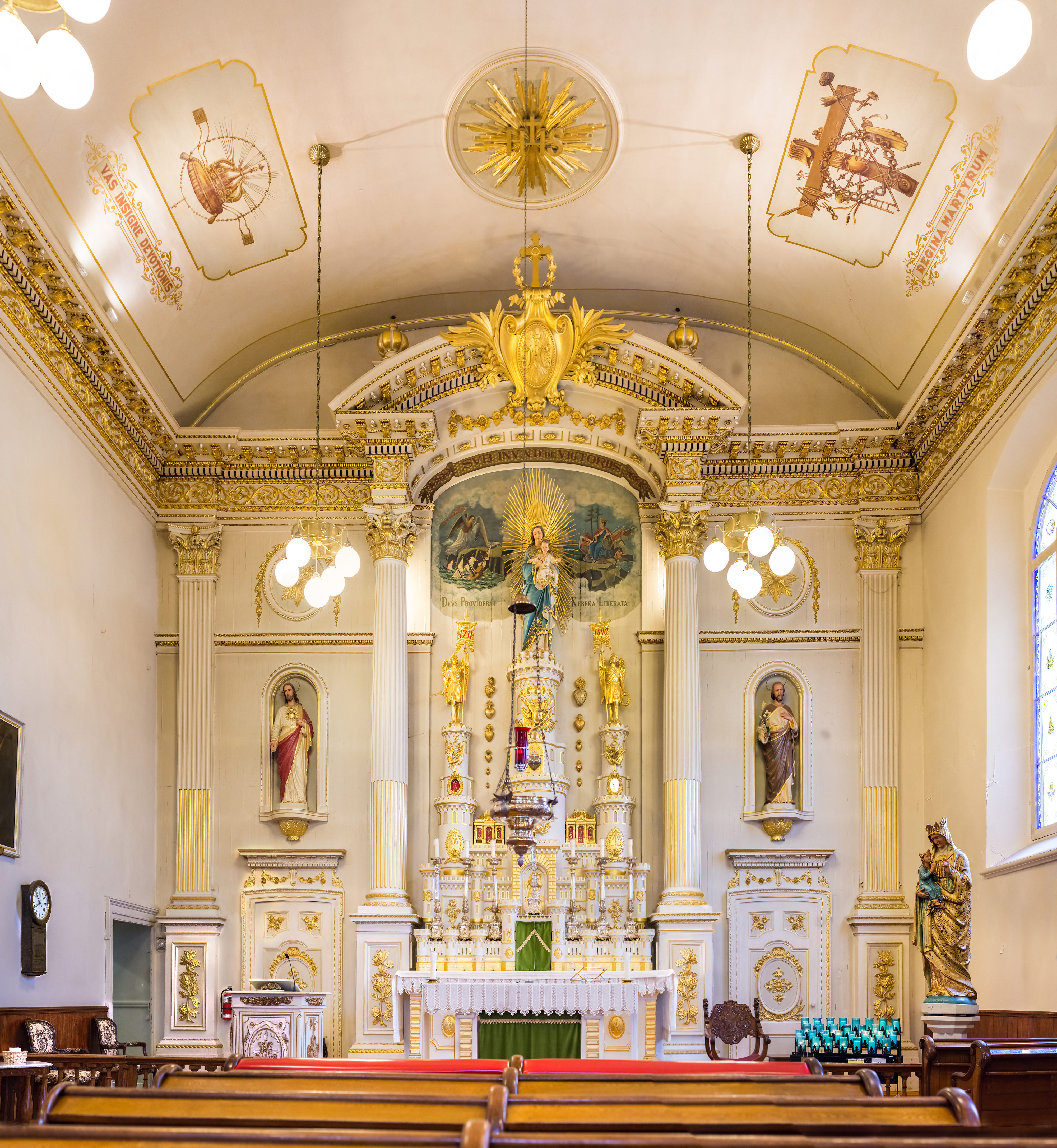
Intérieur